# Hylis foveicollis
Hylis foveicollis är en skalbaggsart som först beskrevs av Thomson 1874.  Hylis foveicollis ingår i släktet Hylis, och familjen halvknäppare. Arten är reproducerande i Sverige.